# Waytani
Der Waytani, auch Cerro Huaytane oder Huaytane, ist mit 5430 m die dritthöchste Erhebung der Cordillera Huanzo, einem Gebirgszug der peruanischen Westkordillere in Südwest-Peru.

## Lage
Am Waytani treffen sich die Regionen Apurímac, Arequipa und Cusco. Der teils vergletscherte Berg liegt an der kontinentalen Wasserscheide. An der Nordostflanke im Distrikt Oropesa (Provinz Antabamba) befindet sich das Quellgebiet des Río Vilcabamba. Nach Norden führt ein Bergkamm zum 5494 m hohen Chancoaña. Die Ostflanke im Distrikt Santo Tomás (Provinz Chumbivilcas) wird über den Río Santo Tomás entwässert. An der Südwestflanke im Distrikt Puyca (Provinz La Unión) entspringt der Río Cotahuasi.